# NGC 2241
NGC 2241 (другое обозначение — ESO 57-SC79) — рассеянное скопление в созвездии Золотой Рыбы, входящее в состав Большого Магелланова Облака.
Скопление открыто Джоном Гершелем 31 января 1835 года. Было описано в оригинальной редакции «Нового общего каталога».
Диаграмма Герцшпрунга — Рассела для NGC 2241 содержит сгущение в области гигантов. Если учитывать это, а также ветвь субгигантов, то возраст скопления составляет от 3 до 4 миллиардов лет.